# Discohainesia oenotherae
Discohainesia oenotherae — вид грибів, що належить до монотипового роду  Discohainesia.